# Студеница (река)
Студеница је река у Србији. Извире на планини Голији, на месту званом Одвраћеница, на висини од 1615 м. Код Ушћа утиче у реку Ибар, као његова лева притока. Дуга је 57,6 km, а њен слив има површину 582 km². Долина јој је врло узана и дубока.